# Ethniki Odos 16
Die Ethniki Odos 16 / Εθνική Οδός 16 (griechisch für ‚Nationalstraße 16‘) ist eine Fernverkehrsstraße in Nordgriechenland, die Thessaloniki mit großen Teilen der Halbinsel und Präfektur Chalkidiki verbindet. Sie wurde 1963 als Verbindung zwischen Thessaloniki und Ierissos über Arnea festgelegt.

## Verlauf

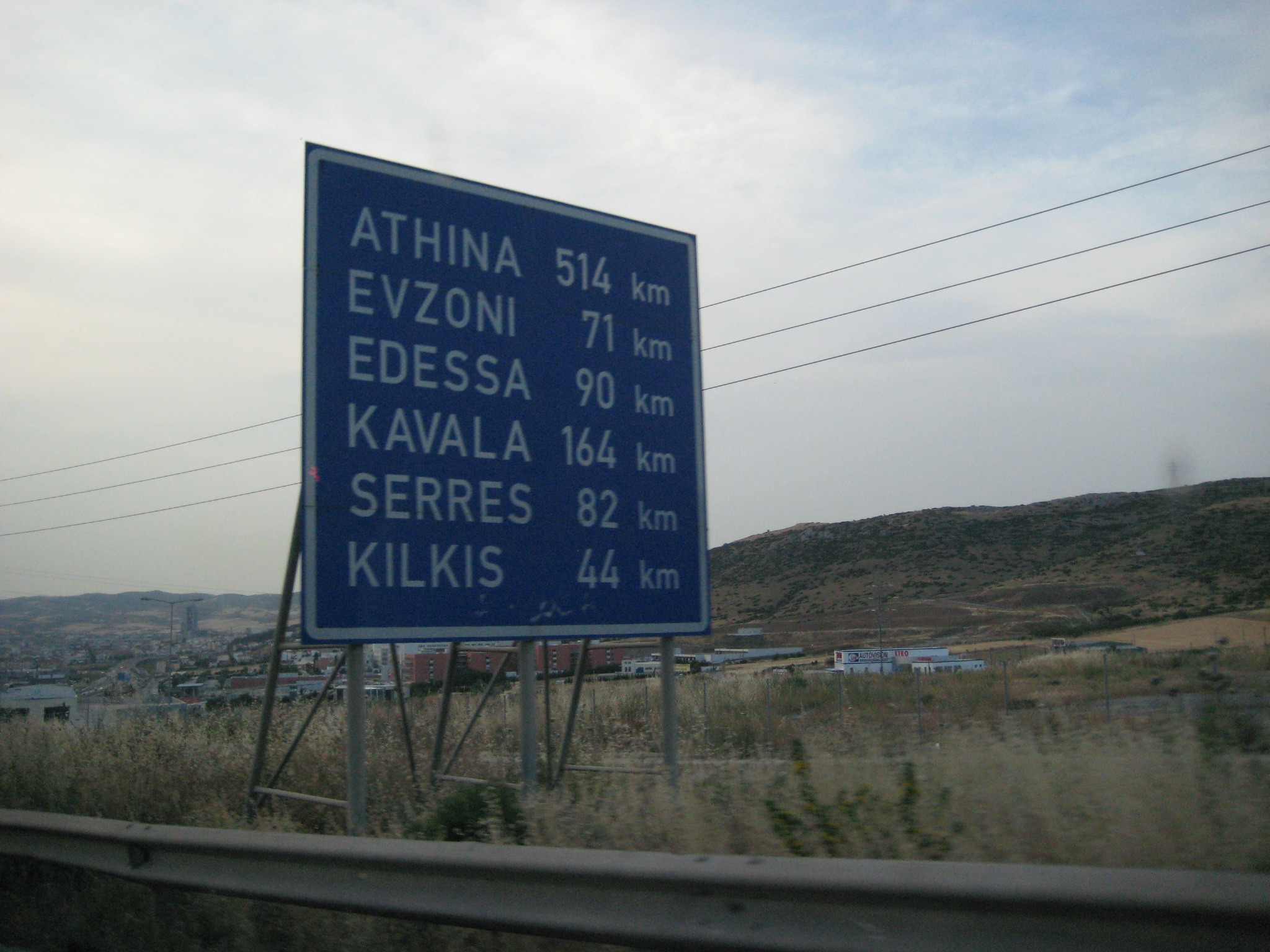
Nationalstraße 16 (Ringstraße Thessaloniki in Richtung Norden und Westen) mit Hinweisschild auf Entfernungen zu Städten in Griechenland.

Sie führt von Thessaloniki (Dreieck Efkarpia) von der Autobahn 2 (A2) als „Innenring Thessaloniki“ (Esoteriki Periferiaki Odos Thessalonikis) in südöstlicher Richtung um Thessaloniki herum zum Flughafen von Thessaloniki. Von dort aus biegt sich nach Südosten in das Landesinnere der Chalkidiki und verläuft in West-Ost-Richtung quer durch den „Handteller“ (Zentralland) der Chalkidiki bis nach Stratoni am Strymonischen Golf.
Ab dem Flughafen Thessaloniki in Mikra führt die Nationalstraße 16 über eine zweispurige Straße südlich des Berges Chortiatis durch das Anthemous-Tal über Galatista nach Agios Prodromos. Kurz zuvor zweigt die Ethniki Odos 16a nach Polygyros, der früheren Hauptstadt der Präfektur Chalkidiki, ab. Von Agios Prodromos aus geht die Nationalstraße 16 weiter nach Osten: sie passiert am Nordrand des Cholomondas die Ortschaften Paleochora, Arnea, Paliochori, Stagira und führt dabei durch ein grünes Gebirgstal. Nach Stagira steigt die Nationalstraße 16 in reichlich Serpentinen den dicht bewaldeten Osthang der Zentralchalkidiki herab, bis sie an der Ortschaft Stratoni das Meer erreicht bzw. die Straße von Stavros nach Ouranoupoli/Ierissos kreuzt.

## Verlaufsvarianten
Der Verlauf von Thessaloniki nach Stratoni kann anhand diverser Kartenwerke (freytag & berndt: Chalkidiki-Thessaloniki-Thassos Karte, digitalisierte Karte auf greektourism.com) als gesichert angesehen werden. Unklar ist jedoch der Verlauf von Stratoni aus.

### Variante Ouranoupolis

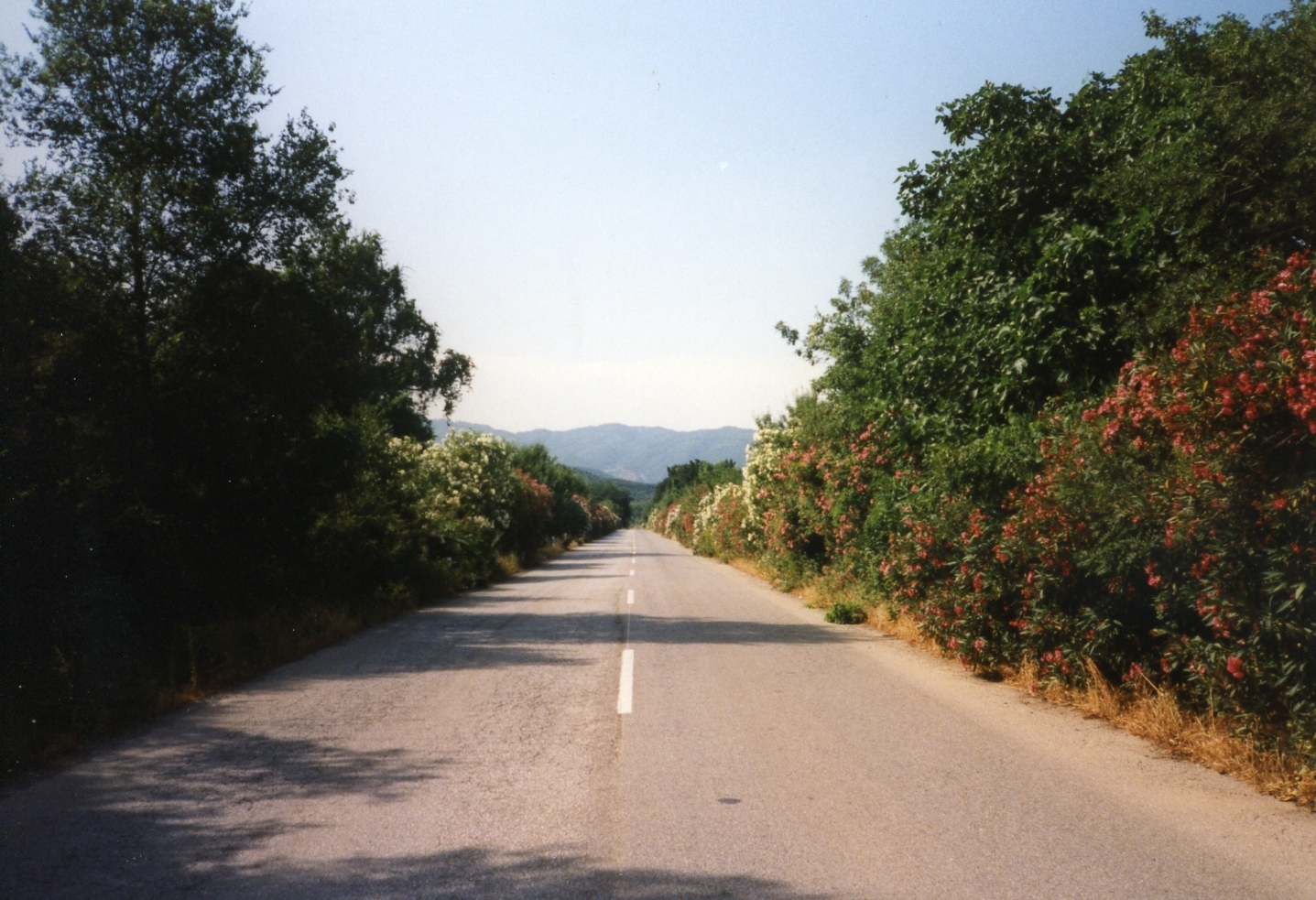
Nationalstraße 16 zwischen Ierissos und Stratoni. An beiden Straßenrändern hohe Oleander-Büsche.

Nach dem Kartenwerk von greektourism.com führt die Nationalstraße 16 von Stratoni aus weiter nach Süden entlang des Meeres. Sie verläuft entlang der Bucht von Ierissos in die gleichnamige Stadt Ierissos. Von Ierissos aus überquert die Nationalstraße 16 in südwestlicher Richtung die Landenge (zugleich Fuß der Halbinsel Athos und Stelle des Xerxes-Kanals) nach Ouranoupoli. Dort endet die Nationalstraße 16 an der Grenze zur Autonomen Region Berg Athos (Mönchsrepublik).

### Variante Stratoni
Die Nationalstraße 16 endet in Stratoni. Dies entspräche dem Straßenverlauf und dem Ausbaustand.

## Ausbauzustand
Von Thessaloniki (Dreieck Efkarpia) bis zur Anschlussstelle Flughafen/Thermi ist die Nationalstraße 16 als „Innenring Thessaloniki“ und Autobahnverbindung zur Chalkidiki (Nea Moudania) als Autobahn ausgebaut: 2 Richtungsfahrbahnen mit je 3 Fahrstreifen und einem Standstreifen.
Ab der Anschlussstelle Flughafen/Thermi ist Straße durchgängig eine Landstraße mit Gegenverkehr und einem Fahrstreifen pro Richtung ausgestattet. In einigen, insbesondere gebirgigen Streckenabschnitten, hat die Nationalstraße auch drei Fahrstreifen (davon eine Kriechspur).
Von Stratoni nach Ierissos ist die Straße mit einem Fahrstreifen pro Richtung ausgebaut. Von Ierissos bis Ouranoupolis ist die Fahrbahnbreite enger als auf den anderen Abschnitten.

## Sehenswürdigkeiten
Folgende Sehenswürdigkeiten sind entlang des Verlaufs der Nationalstraße 16 anzutreffen:
- Antikes Thermi
- Loutra Thermis – Mineralquelle
- Souroti – Mineralquelle
- Arnea – Altstadt und Museum
- Stagira (Stageira) – Aristoteles-Park[3] mit Aristoteles-Statue, byzantinisch-türkische Festungsruine
- Stratoni – Tagebau (sehenswürdig im negativen Sinne)
- Streckenabschnitt Stratoni-Ierissos – Oleander-Büsche beidseits der Straße
- Antikes Ierissos
- Nea Roda – Osteinfahrt des Xerxes-Kanals (schwer zu erkennen)
- Tripiti – Westeinfahrt des Xerxes-Kanals (kaum zu erkennen)
- Ouranoupoli – Byzantinischer Wachturm am Hafen (Museum)
- Ouranoupoli – Frangokastro – Kombination aus Festung & Kloster/Kirche aus dem 11. Jahrhundert
- Ouranoupoli – Grenze Athos (kein Übergang möglich)
- Abstieg von Stagira (Stageira) nach Stratoni – beeindruckende Waldlandschaft

Mittelbar zu erreichen (kurze Abweichung von E.O. 16 erforderlich)
- Polygyros – Archäologisches Museum
- Cholomondas – beeindruckende Waldlandschaft
- Taxiarchis – ursprüngliches Dorf inmitten der Berge
- Olymbiada – Antikes Stagira